# Stockholms-Flottans IF
Stockholms-Flottans IF var en handbollssklubb ifrån Stockholm. Den låg 2012 på 28:e plats i maratontabellen över handbollens elitserie, där den spelade 10 säsonger under åren 1934-1945. 2022 har klubben flyttats ned till plats 31 i Maratontabellen. Klubben är ett av de fyra lag som spelade i den nystartade Allsvenskan i handbolls första matcher, den 11 november 1934. Säsongen 1936/1937 vann laget Allsvenskan, två poäng före Karlskrona-Flottans IF, men blev aldrig svenska mästare. Karlskrona-Flottan vann SM (1932), men vann aldrig Allsvenskan.
Laget spelade i Flottans gymnastiksal på Skeppsholmen i Stockholm, som på 1950-talet byggdes in i Moderna Museet.